# Маклеод Бетюн, Мэри
Мэри Джейн Маклеод Бетюн (англ. Mary Jane McLeod Bethune; 10 июля 1875, Мэйсвилль, Южная Каролина, США — 18 мая 1955, Дейтона-Бич, Флорида, США) — американская учительница, общественный деятель, активистка движения за права чернокожих граждан США, вуманистка и филантроп.

## Биография
Мэри Маклеод родилась в 1875 году в Южной Каролине. Она была 15-й из 17 детей в семье бывших рабов Сэма и Петси Маклеодов. С детства Мэри помогала родителям в работе, в том числе в поле. В 1895 году окончила колледж. В дальнейшем Маклеод мечтала стать миссионером в Африке, однако ни одна церковь не захотела спонсировать её. В 1898 году Мэри вышла замуж за Альбертуса Л. Бетюна. Она работала учителем в небольших южных школах.
В 1904 году брак Бетюн распался, и она переехала с сыном во Флориду. Здесь в городе Дейтона-Бич она открыла собственную школу и институт для негритянских девушек. С 1929 года школа объединилась с мужским колледжем и стала университетом для чернокожих Университет Бетюн-Кукмена. Бетюн была директором университета до 1942 года, и потом вновь в 1946—1947 годах. Тогда она была одной из немногих женщин в мире, занимавших такую важную должность. Под её руководством учреждение получило полную аккредитацию и выросло до 1000 человек.
Бетюн была активисткой движения за права афроамериканцев и сторонницей равноправия полов, участвовала в женских клубах и общественных организациях. В 1935 году она была избрана президентом Национального совета негритянских женщин и занимала эту должность до 1949 года. 
Также Маклеод Бетюн вела журналистскую работу, публикуя, среди прочих, National Notes с 1924 по 1928 год, Pittsburgh Courier с 1937 по 1938 год и American Women's Journal с 1940 по 1949 год, писала статьи для ведущих афроамериканских газет наподобие перечисленных и Chicago Defender. 
Общественная работа Бетюн стала заметна на национальном уровне. Она дружила с четой Франклина Делано Рузвельта и его супруги Элеоноры, и в 1936 году президент Рузвельт, в чьей избирательной кампании 1932 года она участвовала, избрал её консультантом по делам негров в составе так называемого «Чёрного кабинета». С 1940 года до конца жизни она была вице-президентом Национальной ассоциации содействия прогрессу цветного населения (NAACP). 
Бетюн скончалась в 1955 году от инфаркта миокарда. В 1974 году ей был установлен памятник в Вашингтоне, в 1985 году в США вышла почтовая марка её памяти.

## Награды
Бетюн была удостоена ряда наград за свою деятельность, в том числе:
- Национальный орден Почёта и Заслуг (1949)
- Включение в Национальный зал славы женщин (1973)[6]